# Élections législatives de 1951 au Gabon-Moyen-Congo
Les élections législatives françaises de 1951 se tiennent le 17 juin. Ce sont les deuxièmes élections législatives de la Quatrième République.

## Mode de scrutin
Le mode d'élection choisit pour ce département est le scrutin uninominal à un tour.
Pour les personnes relevant du statut civil français (principalement des colons avec quelques évolués), les territoires du Gabon et du Moyen-Congo (République du Congo) sont réunis. Un député est à élire.

## Élus
| Député sortant | Parti | Parti | Député élu ou réélu | Parti | Parti |
| -------------- | ----- | ----- | ------------------- | ----- | ----- |
| René Malbrant  |       | UDSR  | René Malbrant       |       | UDSR  |

## Résultats

### Résultats à l'échelle du département
|          | UDSR     | René Malbrant * | 3 698 | 70,22  |  |  |
|          | SFIO     | Jean Ceccaldi   | 1 405 | 26,68  |  |  |
|          | Soc.ind. | Victor Martin   | 163   | 3,10   |  |  |
|          |          |                 |       |        |  |  |
| Inscrits | Inscrits | Inscrits        | 9 400 | 100,00 |  |  |
| Votants  | Votants  | Votants         | 5 387 | 57,31  |  |  |
| Exprimés | Exprimés | Exprimés        | 5 266 | 97,75  |  |  |